# Utley (Texas)
Utley è una comunità non incorporata degli Stati Uniti d'America, situata nella contea di Bastrop dello Stato del Texas. Secondo il censimento effettuato nel 2000 abitavano nella comunità 50 persone.

## Geografia
La comunità è situata a 30°10′55″N 97°25′15″W, 7 miglia a nord-ovest di Bastrop, nella parte occidentale della contea.